# Alfreds Liepa
Alfreds Liepa (ur. 5 sierpnia 1896 w Rydze, zm. 9 maja 1938 w Kazaniu) – łotewski komunista, zastępca członka KC WKP(b) (1934-1937).
Od 1914 członek SDPRR (b), w sierpniu 1914 aresztowany i skazany na zesłanie do guberni jenisejskiej, 1916 zwolniony. W maju 1916 ponownie aresztowany, we wrześniu 1916 zbiegł, w styczniu 1917 aresztowany, 19 marca 1917 zwolniony po rewolucji lutowej. Od lutego do grudnia 1917 sekretarz Jekaterynburskiego Komitetu SDPRR(b), 1917 zastępca przewodniczącego Rady Jekaterynburskiej, 1917-1918 członek Uralskiego Komitetu Obwodowego SDPRR(b)/RKP(b), od stycznia do lipca 1918 jekaterynburski komisarz ds. aprowizacji. W 1918 żołnierz Armii Czerwonej, szef Wydziału Politycznego 30 Dywizji Piechoty, od 1918 do 30 kwietnia 1919 szef Wydziału Politycznego 3 Armii Frontu Wschodniego, od stycznia do maja 1920 zarządzający sprawami KC RKP(b) i kierownik Wydziału Ewidencyjno-Dystrybucyjnego KC RKP(b), 1920-1921 sekretarz Turkiestańskiego Biura KC RKP(b). Od grudnia 1920 do lipca 1921 sekretarz odpowiedzialny Semireczewskiego/Dżetysujskiego Komitetu Komunistycznej Partii (bolszewików) Turkiestanu, 1921 sekretarz Wydziału Ewidencyjno-Dystrybucyjnego KC RKP(b), od listopada 1921 do stycznia 1924 zastępca kierownika tego wydziału, od stycznia 1924 I sekretarz Ambasady ZSRR w Polsce, 1924-1925 kierownik Wydziału Organizacyjno-Instruktorskiego Syberyjskiego Komitetu Krajowego RKP(b). Od kwietnia 1925 do lipca 1926 II sekretarz Syberyjskiego Komitetu Krajowego RKP(b)/WKP(b), od 2 września 1926 do 23 czerwca 1928 sekretarz odpowiedzialny kurskiego gubernialnego komitetu WKP(b), od 19 grudnia 1927 do 26 stycznia 1934 członek Centralnej Komisji Rewizyjnej WKP(b). Od września 1928 do lutego 1929 sekretarz odpowiedzialny wiackiego gubernialnego komitetu WKP(b), od lutego do sierpnia 1929 członek Prezydium Tymczasowego Biura Organizacyjnego KC WKP(b) na obwód niżnonowogrodzki/Kraj Niżnonowogrodzki, od sierpnia do listopada 1929 członek Sekretariatu Niżnonowogrodzkiego Komitetu Krajowego WKP(b), od listopada 1929 do października 1933 II sekretarz KC Komunistycznej Partii (bolszewików) Uzbekistanu. Od października 1933 do 26 sierpnia 1937 I sekretarz Tatarskiego Komitetu Obwodowego WKP(b), od 10 lutego 1934 do 12 października 1937 zastępca członka KC WKP(b).
5 października 1937 aresztowany, 9 maja 1938 skazany na śmierć przez Wojskowe Kolegium Sądu Najwyższego ZSRR i rozstrzelany. 10 sierpnia 1955 pośmiertnie zrehabilitowany.